# Indija
Republika Indija smještena je u Južnoj Aziji, zauzima veći dio indijskog potkontinenta te je najmnogoljudnija država na svijetu od 2023., s više od milijardu stanovnika, koji govore više od stotinu različitih jezika. Indija graniči s Bangladešom, Mjanmarom, Kinom, Butanom, Nepalom i Pakistanom, a na jugu je oplakuje Indijski ocean, gdje su joj susjedi Šri Lanka i Maldivi. Najveća su gradska područja Mumbai na jugozapadu i Calcutta na rijeci Gangesu.

## Podrijetlo imena
Ime Indija potječe od Sindhu, lokalnog imena za rijeku Ind. U prastarim spisima Vedama (starim 5000 godina) spominje se prvo ime za Indiju – Bharata Varsa. Kasnije su razne političke stranke predlagale za Indiju različita imena, među kojima su bili Hindustan, Hindu Rashtra i Bharath. Ime Bharat potječe od dva hinduska kralja po imenu Bharata. »Bha« na sanskrtu znači znanje ili svjetlost, a »rat« je glagol »raditi«, pa je »bharat« onaj koji traži znanje. Indija je bila poznata i kao Hindustan (zemlja Hindusa), ali to se ime izbjegavalo nakon neovisnosti 1947., jer je indijski narod odlučio da će Indija biti sekularna država.
Indija je zemlja suprotnosti i najveća federalna država na svijetu podjeljena na 25 federalnih jedinica.

## Povijest
Indska se civilizacija razvila iz starijih neolitskih kultura, kao i pod utjecajem sumerske civilizacije, s kojom je trgovala. Prva kultura Indije razvila se u dolini rijeke Ind sredinom 3. tisućljeća pr. Kr. Kulture Inda su gradile gradove od opeke. Ti su gradovi imali kanalizacijski sustav i široke ulice. Narod koji je ondje živio nazivao se Dravidi, a bio je tamne puti, te se bavio s poljodjelstvom i obrtom. Trgovali su s narodima Mezopotamije. Poznavali su pismo koje do danas nije odgonetnuto. Najveći gradovi bili su Harapa i Mohenjo Daro. U Indiju su se oko 1400. pr. Kr. doselili indoeuropski Arijci i uništili indske gradove. Među Indom i Gangesom osnovali su više država. Glavni povijesni izvor za to doba su Vede, zbirka četiri knjige, i zato Indiju od 1400. do 550. pr. Kr. zovemo "vedska Indija". Najpoznatije indijske epske pjesme su Mahabharata i Ramajana, a govore o ratovima u kojima sudjeluju ljudi, demoni i bogovi. U upotrebi je bilo pismo i jezik Sanskrt. Kad su nastale države, narod je iz polunomadstva prešao na poljoprivredu, a društvo se raslojilo na četiri kaste.

## Kultura
Indijska kulturna povijest, proteže se na više od 4500 godina. Tijekom Vedskog razdoblja (1700. pr. Kr. – 500. po. Kr.)[kada?] postavljeni su temelji indijske kulture, filozofije, teologije, mitologije i književnosti. Položena su brojna uvjerenja i prakse koje postoje još danas, kao što su karma i yoga. Indija je poznata po svojim brojnim religijskim različitostima. Tu se nalaze hinduizam, kao glavna religija te ga slijede budizam, islam i kršćanstvo. 
Umjetnost i arhitektura
Veliki dio indijske arhitekture, uključujući i čuveni Taj Mahal, te ostala djela mughalske arhitekture, izvrstan su primjer spajanja drevne kulture s uvezenim stilom.

## Stanovništvo
Većina Indijaca (80,5 %) su hinduisti. Muslimana je 13,4 %, kršćana 2,3 %, sikha 1,9 %, budista 0,8 %, a preostalih oko 1 %. Nijedan od jezika nije većinski, ali se najviše koristi hindu (41 %).

## Upravna podjela
Indija je upravno podijeljena na 28 saveznih država, 6 saveznih teritorija, dok glavni grad New Delhi ima poseban status.
Savezne države:
1. Andhra Pradesh
2. Arunachal Pradesh
3. Assam
4. Bihar
5. Chhattisgarh
6. Goa
7. Gujarat
8. Haryana
9. Himachal Pradesh
10. Telangana
11. Jharkhand
12. Karnataka
13. Kerala
14. Madhya Pradesh
15. Maharashtra
16. Manipur
17. Meghalaya
18. Mizoram
19. Nagaland
20. Orissa
21. Punjab
22. Rajasthan
23. Sikkim
24. Tamil Nadu
25. Tripura
26. Uttaranchal
27. Uttar Pradesh
28. Zapadni Bengal

Savezni teritoriji:
A Andamani i Nikobari
B Chandigarh
C Dadra i Nagar Haveli
D Jammu i Kašmir
E Lakshadweep
F Delhi
G Puducherry
H Ladakh

## Gospodarstvo
21. svibnja 2013. Kina je s Indijom sklopila prigodom sastanka dvaju premijera osam manje važnih sporazuma, na sastanku vrlo velike simbolične važnosti, a pretpostavlja se i kao začetkom velikog gospodarskog zamaha u svijetu.
Indija je dijelom nove svjetske gospodarske brzorastuće velesile zvane engleskom kraticom BRICS koju čine Brazil, Rusija, Indija, Kina i Južnoafrička Republika.

## Vanjske poveznice
Sestrinski projekti
|  | Zajednički poslužitelj ima stranicu o temi Indija    |
|  | Zajednički poslužitelj ima još gradiva o temi Indija |
|  | Wječnik ima rječničku natuknicu Indija               |